# Coelogyne rigida
Coelogyne rigida är en orkidéart som beskrevs av Charles Samuel Pollock Parish och Heinrich Gustav Reichenbach.
Coelogyne rigida ingår i släktet Coelogyne och familjen orkidéer. Inga underarter finns listade i Catalogue of Life.